# قصف روما في الحرب العالمية الثانية
قصف روما في الحرب العالمية الثانية تم قصفها في عدة مناسبات في عامي 1943 و1944، بشكل أساسي من قبل الحلفاء وبدرجة أقل من دول المحور، قبل غزو الحلفاء للمدينة في 4 يونيو 1944. لم ينجح البابا بيوس الثاني عشر في البداية في إعلان روما كمدينة مفتوحة، من خلال مفاوضات مع الرئيس روزفلت عبر رئيس الأساقفة (الكاردينال لاحقًا) فرانسيس سبيلمان. أعلنت روما في النهاية كمدينة مفتوحة في 14 أغسطس 1943 (بعد يوم واحد من قصف الحلفاء الأخير) من قبل القوات المدافعة.
كان قصف «المدينة الخالدة» مثيرًا للجدل لعدة أسباب. كانت روما عاصمة إيطاليا منذ حوالي 70 عامًا، لكن أجزاء كبيرة من المدينة كان عمرها أكثر من 2500 عام. وقعت مدينة الفاتيكان المحايدة داخل روما، كما امتلك الفاتيكان العديد من الكنائس والمباني الأخرى خارج أراضيها ولكن داخل حدود مدينة روما. كان العديد من الأميركيين ضد عملية تدمير كبيرة لروما. ومع ذلك، رفض مجلس وزراء الحرب البريطاني رؤية قصف روما باعتباره جريمة ضد الإنسانية. وقع القصف الأول في 19 يوليو 1943 ونفذ من قبل 500 قاذفة أمريكية أسقطت 1,168 طنًا من القنابل. تم تدمير منطقة سان لورينزو بأكملها، وقتل 3000 مدني إيطالي في الغارات على خمس مناطق سكنية/سكك حديدية. كانت الأهداف العسكرية قليلة وافق ونستون تشرشل على القصف بكلمات «أوافق، WSC 16.7.43».
من بين 110 ألف طلعة جويةفي سماء روما، فقدت 600 طائرة وتوفي 3600 من أفراد الطاقم الجوي؛ تم إسقاط 60 ألف طن من القنابل في 78 يومًا قبل أن يسيطر الحلفاء على روما في 4 يونيو 1944.

## المراسلات بين بيوس الثاني عشر وروزفلت
في أعقاب القصف الأول لقوات الحلفاء على روما في 16 مايو 1943 (قبل ثلاثة أشهر من احتلال الجيش الألماني للمدينة)، كتب بيوس الثاني عشر روزفلت يطلب فيه أن يتم «إنقاذ روما بقدر الإمكان من مزيد من الألم والدمار، ومزاراتها العزيزة... من الخراب الذي لا يمكن إصلاحه.» 

في 16 يونيو 1943، رد روزفلت: 
| « | Attacks against Italy are limited, to the extent humanly possible, to military objectives. We have not and will not make warfare on civilians or against nonmilitary objectives. In the event it should be found necessary for Allied planes to operate over Rome, our aviators are thoroughly informed as to the location of the Vatican and have been specifically instructed to prevent bombs from falling within Vatican City. | » |

كان قصف روما مثيرًا للجدل، ووصف الجنرال هنري أرنولد مدينة الفاتيكان بأنها «بطاطس ساخنة» بسبب أهمية الكاثوليك في القوات المسلحة الأمريكية. الرأي العام البريطاني، على أية حال كان أكثر انحيازًا لقصف المدينة، بسبب مشاركة الطائرات الإيطالية في قصف لندن. ايد ذلك هربرت جورج ويلز بشكل خاص.

## غارات ملحوظة

### 19 يوليو 1943
في 19 يوليو 1943، تعرضت روما للقصف مرة أخرى، بشكل أكثر حدة، من قبل 521 طائرة للحلفاء، بثلاثة أهداف، تسببت في مقتل الآلاف من الضحايا المدنيين (تتراوح التقديرات بين 1600 و3200 ضحية). بعد الغارة، بيوس الثاني عشر، جنبا إلى جنب مع بولس السادس، سافر إلى كنيسة سانت لورانس خارج الأسوار، التي تضررت بشدة، ووزع مليوني <a href="https://en.wikipedia.org/wiki/Lira" rel="mw:ExtLink" title="Lira" class="cx-link" data-linkid="132">₤</a> على الحشود.

### 17 سبتمبر 1943
هاجمت 55 قاذفة تابعة لسلاح الجو الأمريكي مطار تشامبينو.

### 18 سبتمبر 1943
تعرض مطار شيامبينو للهجوم مرة أخرى، وهذه المرة من قبل 35 قاذفة.

### 23 أكتوبر 1943
73 قاذفات تابعة لسلاح الجو الملكي البريطاني هاجمت قاعدة غيدونيا الجوية.

### 22 نوفمبر 1943
تم قصف شيامبينو بواسطة 39 طائرة تابعة لسلاح الجو الملكي البريطاني.

### 28 نوفمبر 1943
تم قصف شيامبينو مرة أخرى من قبل 55 طائرة تابعة لسلاح الجو الملكي البريطاني.

### 28 ديسمبر 1943
تم قصف شيامبينو وجويدونيا من قبل القوات الجوية الأمريكية ال 12.

### 18 مارس 1944
قصفت القوات الجوية الأمريكية الـ12 روما، مما تسبب في 100 إصابة مدنية. كانت هذه آخر غارة جوية كبيرة على روما.

## قصف مدينة الفاتيكان
حافظت مدينة الفاتيكان على سياسة الحياد الرسمية خلال الحرب. بذلت قاذفات الحلفاء ودول المحور بعض الجهد بقصد عدم مهاجمة الفاتيكان عند قصف روما. ومع ذلك، تعرضت مدينة الفاتيكان للقصف في مناسبتين على الأقل، مرة واحدة من قبل البريطانيين ومرة من قبل الألمان.
5 نوفمبر 1943
في 5 نوفمبر 1943، أسقطت طائرة واحدة أربع قنابل على الفاتيكان، ودمرت استوديو للفسيفساء بالقرب من محطة سكة حديد الفاتيكان وكسرت نوافذ القبة العالية لسانت بيتر، وقامت بتدمير راديو الفاتيكان تقريبًا. لم تكن هناك وفيات. الأضرار الناجمة عن الغارة لا تزال مرئية.
1 مارس 1944
لا يوجد أي غموض حول هوية الطائرة البريطانية التي أسقطت قنابل على حافة مدينة الفاتيكان في 1 مارس 1944 حيث تم الاعتراف بذلك صراحة من قبل وزارة الطيران البريطانية كقصف عرضي عندما أغارت على روما وأسقطت قنابلها بالقرب من جدار الفاتيكان. 